# Socii

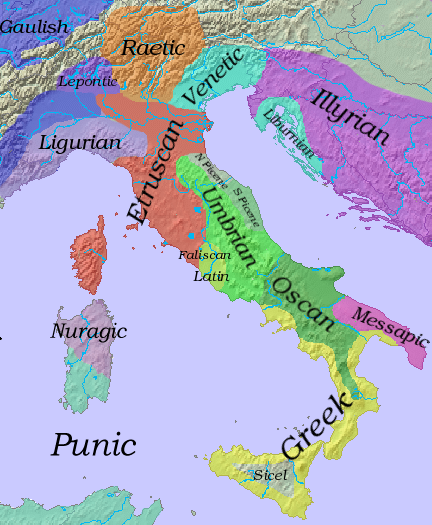
Compoziția etnică a Peninsulei Italice în Epoca fierului

Socii (aliații) reprezentau triburile autonome și orașele-stat din Peninsula Italică care au fost în alianță permanentă cu Republica Romană până în timpul Războiului Social (91-88 î.Hr.). După terminarea acestui conflict, toți aliații (soci) din peninsula italică au primit cetățenie romană și toate teritoriile lor au fost încorporate în statul roman. 